# Ptycholaimellus slacksmithi
Ptycholaimellus slacksmithi är en rundmaskart som först beskrevs av John Inglis 1969.  Ptycholaimellus slacksmithi ingår i släktet Ptycholaimellus och familjen Chromadoridae. Inga underarter finns listade i Catalogue of Life.